# Belägringen av Akershus fästning
Belägringen av Akershus fästning utspelades från den 22 mars till den 30 april 1716 under Karl XII:s norska fälttåg under det stora nordiska kriget. Efter erövringen av Kristiania ville kung Karl XII fullfölja sin plan på att underkuva södra Norge som en del av hans strategi för att tvinga Danmark-Norge ut ur kriget, men Akershus fästning var för stark. Under 39 dagar kunde svenskarna inte storma fästningen, av rädslan att lida stora förluster utan nödvändigt belägringsartilleri.